# Raków Częstochowa
El RKS Raków Częstochowa es un club de fútbol de la ciudad de Częstochowa, en Polonia. Fue fundado en 1921 y es el equipo de fútbol más antiguo de la ciudad, por delante del Skra Częstochowa. Juega sus partidos como local en el Estadio Municipal de Częstochowa y actualmente compite en la Ekstraklasa, máxima categoría del fútbol polaco.

## Historia
El club deportivo fue fundado en 1921 bajo el nombre de Racovia, siendo sus colores tradicionales el rojo y el azul. Establecido en la localidad de Raków, a las afueras de Częstochowa, el equipo se disolvió cuatro años más tarde por falta de registro. En 1927, el club se reactivó con el nombre de Robotniczy Klub Sportowy Raków (Club Deportivo de los Trabajadores Raków) y operaba bajo el patrocinio del Partido Socialista Polaco y contaba con el apoyo financiero de la acería de Częstochowa. Durante la ocupación alemana en la Segunda Guerra Mundial, el club cesó sus operaciones. A principios de la década de 1950 se construyó un nuevo estadio de fútbol con pista de atletismo para que el Raków acogiera sus partidos como local. Posteriormente, durante los años 1960, el club de Częstochowa militó en la división de plata del fútbol polaco, llegando incluso a disputar la final de la Copa de Polonia de 1966/67, donde perdió por 0-2 ante el Wisła Cracovia el 9 de julio de 1967.
A lo largo de la segunda mitad del siglo XX, el Raków se convirtió en un habitual de la I Liga, la segunda división polaca. En 1972, el equipo llegó hasta las semifinales de la Copa de Polonia, donde perdieron frente al que sería el futuro campeón, el Legia de Varsovia. En 1994, por primera vez en la historia del club, el Raków ascendió a la Ekstraklasa, contando en sus filas con grandes jugadores como Jerzy Brzęczek, Jacek Magiera, Jacek Krzynówek y Tomasz Kiełbowicz. El Raków jugó en la máxima categoría durante cuatro temporadas hasta que descendió en 1997/98, siendo el mejor resultado obtenido un octavo puesto en la temporada 1995/96. No obstante, en las posteriores campañas, el club sufrió varios descensos consecutivos que lo llevaron a terminar en la IV liga, el quinto nivel del sistema de ligas en Polonia. No sería hasta la llegada del empresario oriundo de Częstochowa Michał Świerczewski, principal accionista del Raków, cuando el equipo Medaliki retornase a la élite del fútbol polaco.
Tras varias temporadas en las divisiones menores, el Raków remontó poco a poco hasta alcanzar nuevamente la I Liga en 2016 de la mano del técnico Marek Papszun. Anteriormente, en la temporada 2014/15, el club se perdió por poco el ascenso a la I Liga, después de haber empatado a puntos por detrás del Rozwój Katowice y el Pogoń Siedlce. El Raków Częstochowa disputó dos campañas en segunda división hasta que en la temporada 2018/19 se consagró campeón de liga por primera vez, ganando el ascenso a la Ekstraklasa y logrando así regresar a la máxima categoría del fútbol polaco después de 21 años de ausencia. Esa misma temporada el club sorprendió en Copa, venciendo al Lech Poznań y al Legia pero perdiendo las semifinales por 0-1 ante el Lechia Gdańsk, equipo que más tarde se proclamó campeón del torneo. Además, en su primera temporada nuevamente en la Ekstraklasa, el club finalizó en décima posición.
En la temporada 2020-21, el Raków Częstochowa terminó en segundo lugar en liga, superando su mejor posición hasta entonces y asegurando al equipo silesio a disputar las eliminatorias de la recién creada Liga Europa Conferencia de la UEFA. En su primera participación en el fútbol europeo, el Raków avanzó hasta la ronda de playoff, después de derrotar al FK Sūduva de Lituania y al Rubin Kazán de Rusia en las rondas anteriores. Sin embargo, en la cuarta ronda clasificatoria, y a pesar de tener un resultado favorable de 1-0 en el partido de ida frente al KAA Gent, el equipo fue remontado en el partido de vuelta en el Ghelamco Arena por 0-3, siendo los belgas quienes se clasificaron a la fase de grupos.
La edad dorada del Raków continuó con el alzamiento de su primer gran título, tras ganar por 2-1 al Arka Gdynia en la final de la Copa de Polonia 2020/21. El 17 de julio de 2021, el Raków Częstochowa derrotó al vigente campeón de la Ekstraklasa, el Legia de Varsovia, en los penaltis de la Supercopa de Polonia. El 2 de mayo de 2022, el Raków venció al Lech Poznań por 3-1 en la que fue su segunda Copa de Polonia consecutiva. En la carrera por el título de liga de esa temporada, el Raków perdió el doblete ante los mismos oponentes por solo cinco puntos, y el campeón de la Ekstraklasa se decidió en el penúltimo día de la temporada. El 9 de julio de 2022, Raków ganó su segunda Supercopa de Polonia consecutiva con una victoria por 2-0 sobre Lech Poznań.
En la temporada 2022/23, y a pesar de perder la final de la Copa de Polonia contra el Legia de Varsovia, el Raków se proclamó por primera vez campeón de la Ekstraklasa. El título liguero fue el último trofeo conseguido por el entrenador Marek Papszun, quien anunció que al final de la campaña terminaría su vinculación con el conjunto silesiano. Papszun se marchó del Raków tras siete años al frente del club, siendo el artífice de tres ascensos desde la II Liga hasta la Ekstraklasa y de los cinco títulos nacionales obtenidos por los Medaliki. Le sucedió quien era hasta entonces su segundo entrenador, Dawid Szwarga.
Con Szwarga, el Raków debutó en la Liga de Campeones de la UEFA, donde superó al Flora Tallin, Qarabağ FK y al Aris de Limassol en las rondas clasificatorias, pero perdió por 1-2 en la ronda de playoff contra el FC Copenhague, quedándose a las puertas de jugar la fase de grupos. No obstante, el club polaco pasó a integrar el Grupo D de la Liga Europa de la UEFA 2023-24 junto al Atalanta BC, el Sporting de Portugal y el Sturm Graz, quedando en último lugar. A nivel nacional, el Raków no pudo revalidar el título liguero, terminando la temporada en séptima posición, además de caer en cuartos de final de la Copa de Polonia contra el Piast Gliwice y perder en los penales por 6-5 en la Supercopa de Polonia contra el Legia. Tras la mala temporada del Raków, en mayo de 2024 se anunció el regreso de Papszun al banquillo silesio.

## Estadio
El RKS Raków juega sus partidos como local en el Estadio Municipal de Częstochowa, con capacidad para 5,500 personas. Durante la temporada 2019-20, el Raków disputó sus partidos como local en el GIEKSA Arena, feudo del GKS Bełchatów y ubicado en la ciudad homónima del voivodato de Łódź, debido a que su estadio no se encontraba homologado por la Asociación Polaca de Fútbol.

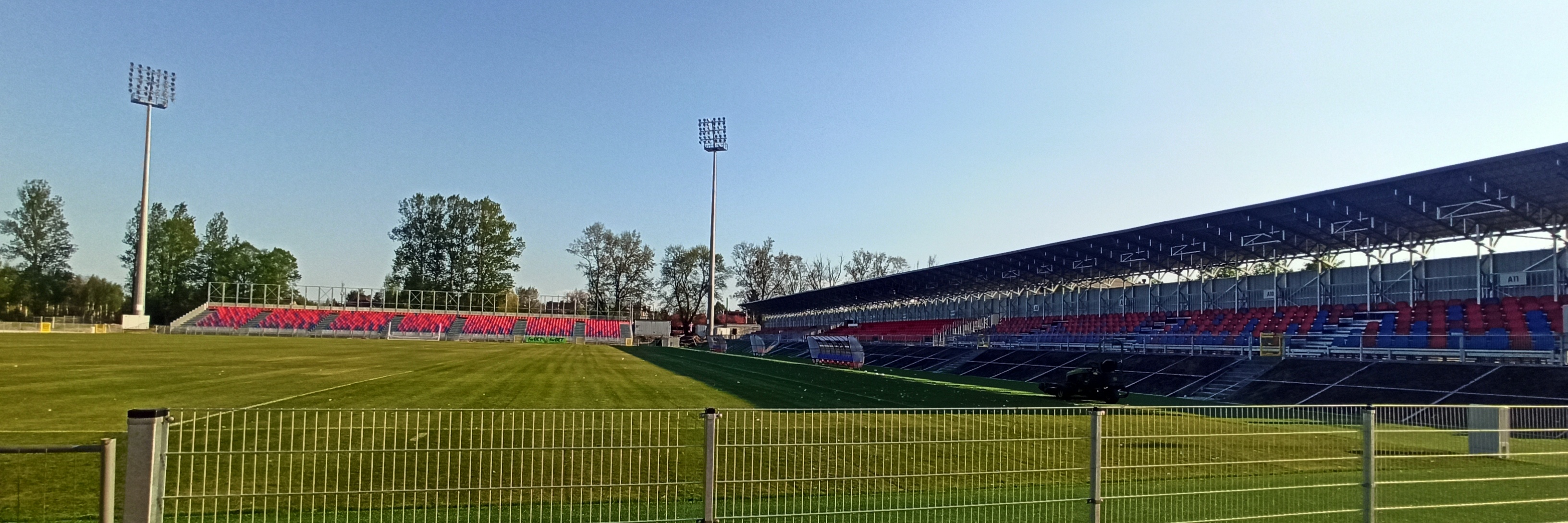
Interior del Estadio Municipal de Częstochowa.

## Jugadores

### Plantilla 2024/25
Actualizado el 2 de agosto de 2024.

### Jugadores destacados
- Felicio Brown Forbes
- Adam Fedoruk
- Michał Gliwa
- Vladislavs Gutkovskis
- Valerian Gvilia
- Jarosław Jach
- Tomasz Kiełbowicz
- Vladyslav Kocherhin
- Jacek Krzynówek
- Ivi López
- Jacek Magiera
- Hubert Pala
- Giannis Papanikolaou
- Aghvan Papikyan
- Tomáš Petrášek
- Kamil Piątkowski
- Marko Poletanović
- Artsyom Rakhmanaw
- Paweł Skrzypek
- Deian Sorescu
- David Tijanić
- Fran Tudor
- Maciej Wilusz
- Mateusz Zachara

## Entrenadores
- Franciszek Karmański (–1959)
- Jerzy Orłowski (1959-60)
- Władysław Siech (1962)
- Czesław Suszczyk (1962–64)
- Leon Wolny (1964)
- Edward Drabiński (1964–65)
- Henryk Bobula (1965–66)
- Jan Basiński (1966)
- Jerzy Wrzos (1966–67)
- Jan Basiński (–1977)
- Janusz Poniedziałek (1977–79)
- Zbigniew Szumski (1979–80)
- Jan Basiński (1980–84)
- Zbigniew Dobosz (1984–85)
- Gothard Kokott (1985–86)
- Jan Basiński (1990–91)
- Władysław Szarżyński (1991–92)
- Zbigniew Dobosz (1992–95)
- Gothard Kokott (1995–97)
- Hubert Kostka (1997)
- Jan Basiński (1997)
- Bogusław Hajdas (1997)
- Adam Zalewski (1997)
- Gothard Kokott (1997–98)
- Zbigniew Dobosz (1998–2000)
- Mirosław Sieja (2000)
- Adam Zalewski (2000)
- Henryk Turek (2000–02)
- Zbigniew Dobosz (2002–03)
- Andrzej Samodurow (2003–05)
- Robert Olbiński (2005–08)
- Henryk Turek (2008)
- Leszek Ojrzyński (2008–09)
- Robert Olbiński (2009–10)
- Jerzy Brzęczek (2010–14)
- Dawid Jankowski (2014)
- Radosław Mroczkowski (2014–15)
- Krzysztof Kołaczyk (2015)
- Przemysław Cecherz (2015–16)
- Marek Papszun (2016–23)
- Dawid Szwarga (2023–24)
- Marek Papszun (2024–)

## Participación en competiciones de la UEFA
| Temporada | Torneo                             | Ronda            | Club                 | Casa | Visita | Global         |
| --------- | ---------------------------------- | ---------------- | -------------------- | ---- | ------ | -------------- |
| 2021–22   | Liga Europa Conferencia de la UEFA | Segunda ronda    | Sūduva               | 0–0  | 0–0    | 0–0 (4:3 pen.) |
| 2021–22   | Liga Europa Conferencia de la UEFA | Tercera ronda    | Rubin Kazán          | 0–0  | 1–0    | 1–0 (t. s.)    |
| 2021–22   | Liga Europa Conferencia de la UEFA | Ronda de playoff | Gent                 | 1–0  | 0–3    | 1–3            |
| 2022–23   | Liga Europa Conferencia de la UEFA | Segunda ronda    | Astaná               | 5–0  | 1–0    | 6–0            |
| 2022–23   | Liga Europa Conferencia de la UEFA | Tercera ronda    | Spartak Trnava       | 1–0  | 2–0    | 3–0            |
| 2022–23   | Liga Europa Conferencia de la UEFA | Ronda de playoff | Slavia Praga         | 2–1  | 0–2    | 2–3 (t. s.)    |
| 2023–24   | Liga de Campeones de la UEFA       | Primera ronda    | Flora Tallin         | 1–0  | 3–0    | 4–0            |
| 2023–24   | Liga de Campeones de la UEFA       | Segunda ronda    | Qarabağ              | 3–2  | 1–1    | 4–3            |
| 2023–24   | Liga de Campeones de la UEFA       | Tercera ronda    | Aris de Limassol     | 2–1  | 1–0    | 3–1            |
| 2023–24   | Liga de Campeones de la UEFA       | Ronda de playoff | Copenhague           | 0–1  | 1–1    | 1–2            |
| 2023–24   | Liga Europa de la UEFA             | Fase de grupos   | Atalanta             | 0–4  | 0–2    | 4º lugar       |
| 2023–24   | Liga Europa de la UEFA             | Fase de grupos   | Sporting de Portugal | 1–1  | 1–2    | 4º lugar       |
| 2023–24   | Liga Europa de la UEFA             | Fase de grupos   | Sturm Graz           | 0–1  | 1–0    | 4º lugar       |
| 2025–26   | Liga Conferencia de la UEFA        | Segunda ronda    | Žilina               | 3–0  | 3–1    | 6–1            |
| 2025–26   | Liga Conferencia de la UEFA        | Tercera ronda    | Maccabi Haifa        | 0–1  | 2–0    | 2–1            |
| 2025–26   | Liga Conferencia de la UEFA        | Ronda de playoff | Arda Kardzhali       |      |        |                |

## Palmarés

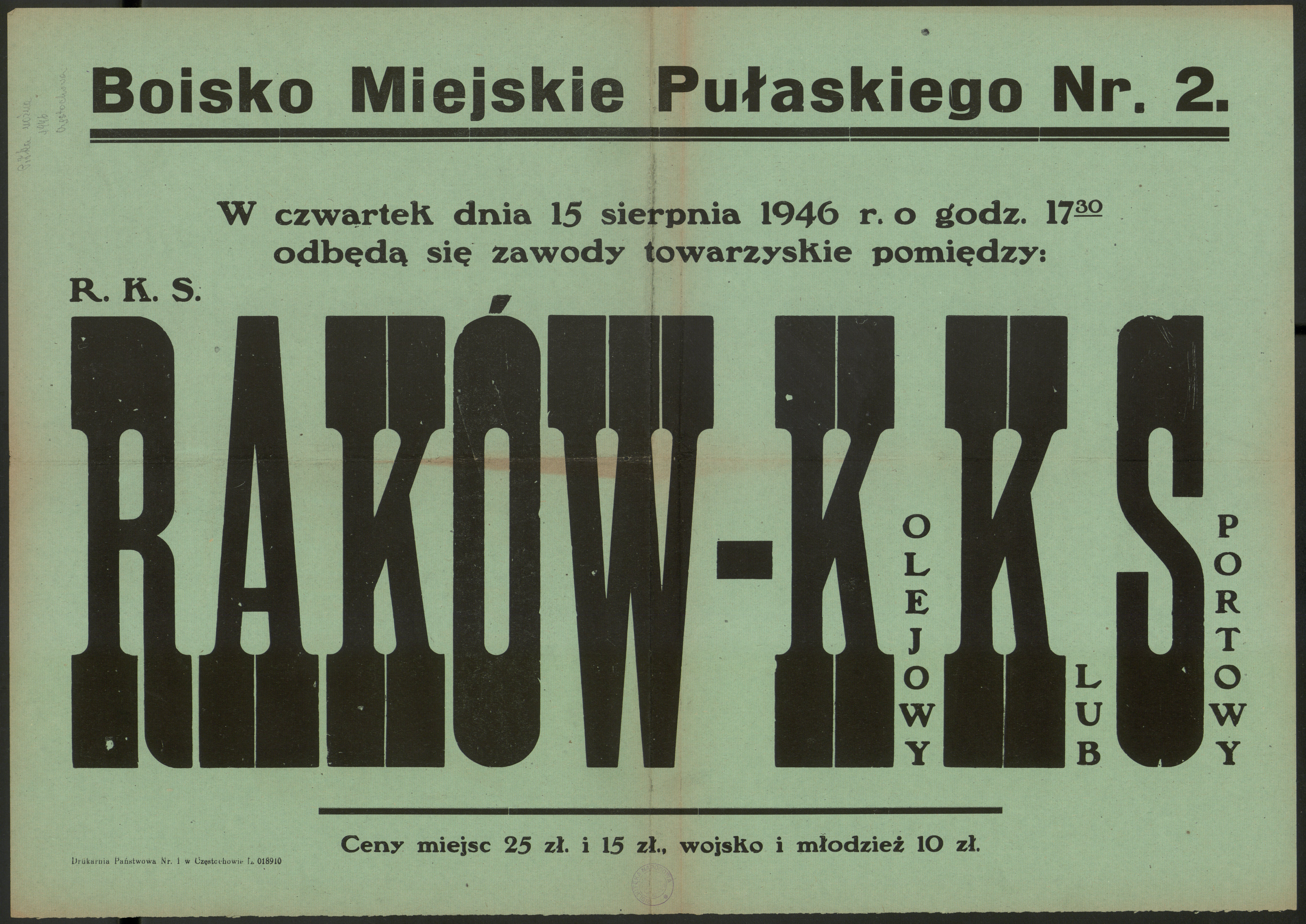
Póster promocionando un partido amistoso entre el Raków Częstochowa y el KKS Częstochowa, 1946.

### Torneos nacionales
- Ekstraklasa:
  - Ganador (1): 
    - 2022/23

  - Subcampeón (3):
    - 2020/21, 2021/22, 2024/25

- Copa de Polonia:
  - Ganador (2): 
    - 2020/21 - Raków Częstochowa 2:1 Arka Gdynia
    - 2021/22 - Raków Częstochowa 3:1 Lech Poznań

- Supercopa de Polonia:
  - Ganador (2): 
    - 2021 - Raków Częstochowa 1:1 (4 - 3 pen.) Legia de Varsovia
    - 2022 - Raków Częstochowa 2:0 Lech Poznań

  - Subcampeón (1):
    - 2023 - Raków Częstochowa 0:0 (5 - 6 pen.) Legia de Varsovia

- I Liga de Polonia:
  - Ganador (1): 
    - 2018/19